# Cortos de la Sierra
Cortos de la Sierra es una localidad del municipio de Narros de Matalayegua, en la comarca del Campo de Salamanca, provincia de Salamanca, comunidad autónoma de Castilla y León, España.
En 1990 se funda la Asociación cultural "La Nogala" desde donde se organizan sus fiestas patronales con una gran participación. 
Su patrón es San Roque y se celebra el fin de semana después del 15 de agosto.
Su patrona es Santa Bárbara y se celebra el 6 de diciembre.

## Historia
Su fundación se remonta al proceso general de repoblación llevado a cabo por los reyes de León en la Alta Edad Media, quedando integrado con el nombre de Cortos en el cuarto de Corvacera de la jurisdicción de Salamanca, dentro del Reino de León.

## Demografía
En 2017 tenía una población de 30 habitantes, de los que 12 eran hombres y 18 mujeres (INE 2017).
| Gráfica de evolución demográfica de Cortos de la Sierra entre 2000 y 2017                |
|                                                                                          |
| Fuente: Instituto Nacional de Estadística de España - Elaboración gráfica por Wikipedia. |